# 숀 베일리
숀 베일리(Sean Bailey, 1970년 ~ )는 미국의 영화 프로듀서이다.

## 내력
2000년에 벤 애플렉, 맷 데이먼과 같이 라이브플래닛을 설립하였다. 현재 월트 디즈니 픽쳐스 프로덕션 대표 이사에 재직중이다. 월트 디즈니와 터치스톤 픽처스 영화의 기획 · 제작을 총괄 총지휘하고 있다.

## 작품 목록
- 코어 (제작)